# مسیحیت سلتی
مسیحیت سلتیک یا سلتی (الگو:کورنی؛ (به ولزی: Cristnogaeth)؛ 

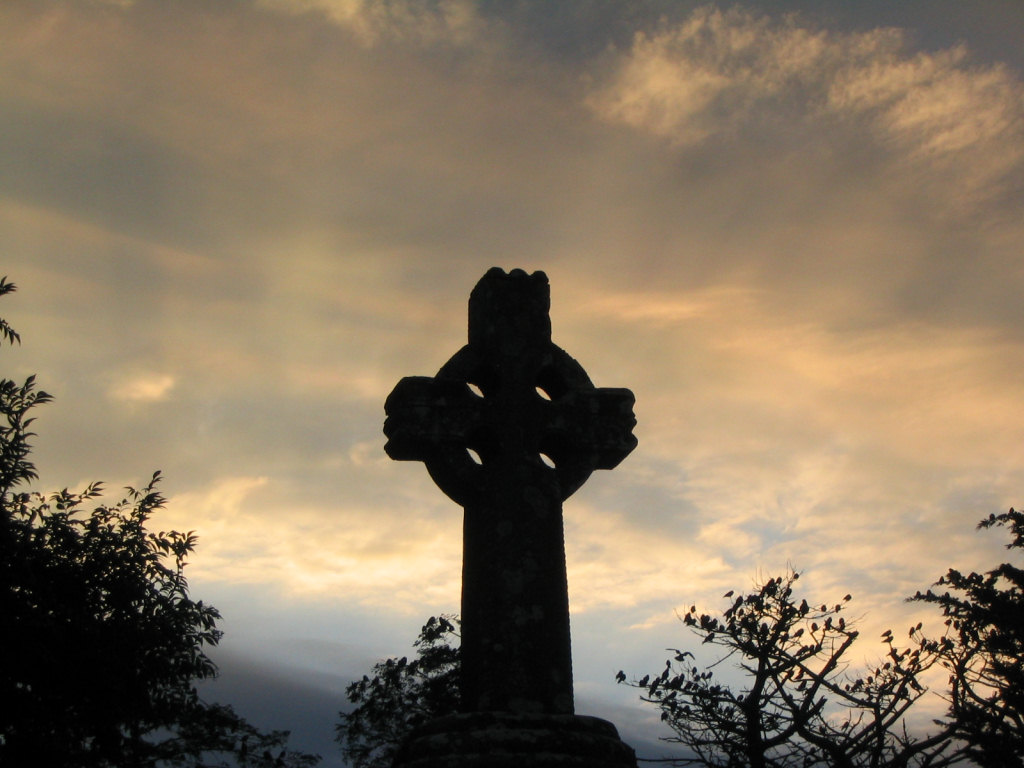
چلیپ سلتیک در ناک، شهرستان مایو، ایرلند

(به گیلیک اسکاتلندی: Crìosdaidheachd)؛ مانکن: Credjue Creestee / Creestiaght؛ (به ایرلندی: Críostaíocht / Críostúlacht)؛ برتون: Kristeniezh) به اجزایی رایج یا مشترکی از مسیحیت در سراسر جهان سلتیک‌زبان در سده‌های نخستین میانه گفته می‌شود. مسیحیت سلتی چه‌بسا به مصداق‌های متفاوتی داشته باشد یا دست به رویه‌های متفاوتی از ویژگی‌ها اشاره کند. بعضی از نویسندگان از این اصطلاح نهادی مشخص اراده می‌کنند، که سلت‌ها را هم‌بسته و از کلیسایی رومی جدا می‌کند، در حالی که برخی دیگر آن را تنها گردایه‌ای از اعمال متمایز طبقه‌بندی می‌کنند، که در آن مناطق روان و رایج بوده است. پژوهشگران دیگری این نگاه را رد می‌کنند، هرچند می‌پذیرند، که در کلیساهای ایرلند و انگلستان سنت‌هایی روا بود، که در باقی جهان مسیحی دیده نمی‌شد.
این سنت‌های متفاوت عبارت اند از: راه و روشی ویژه برای تعیین عید پاک، سبکی در سر تراشیدن راهبان، راژمانی یگانه از ادعا و محبوبیت رفتن به «تبعید برای مسیح». افزون بر این‌ها سنت‌ها یا آیین‌های دیگری نیز در مناطق خاصی از انگلستان و ایرلند رایج بوده اند، که به نظر نمی‌رسد، چندان فراگیرشده می‌بودند. این اصطلاح به‌طور معمول سنت‌های منطقه‌یی حکایت دارد تا تفاوت‌های کلامی و الاهیاتی.
بسیاری از مورخان اصطلاح «کلیسای سلتیک» را صحیح نمی‌دانند و زیرا چنین اصطلاحی نهادی یکپارچه و بازشناختنی و جدا از جریان اصلی مسیحیت در اروپا را در ذهن ترسیم می‌کند. آنان اصطلاح «مسیحیت جزیره‌ای» را برمی‌گزینند؛ چراکه چنان‌که پاتریک ورمالد نگیخته است، «یکی از پنداشت‌های نادرست رایج این است، که کلیسایی رومی بوده، که کلیسای سلتی مخالف محلی یا ملی‌اش بوده‌است.» اصطلاح «ایروسکاتی» که بیشتر با کارهای مورخ آلمانی، لوتس فون پادبرگ، رایج شد، بیشتر برای همین به کار می‌رود، که دوگانه مسیحیت ایرلندی-اسکاتلندی و مسحیت رومی را بینگاراند. در برابر می‌توان سرزمین‌های سلتیک‌زبان را بخشی از مسیحیت کاتولیک دانست، که گوناگونی منطقه‌ییِ پیدا و چشم‌گیری در زبان و ساختار ش داشتند. هرچند احترام عمومی به مقام پاپ در سرزمین‌های سلتیک‌زبان چندان کم‌تر نبود.
با این همه سنت‌ها و آیین‌هایی جدا هم در ایرلند و هم در انگلستان، به ویژه در سده‌های ششم و هفتم، بسط یافت و گسترده شد، که شاید برخی از اجزای ش را قدیس پاتریک رومی-بریتانی به ایرلند آورده باشد و برخی دیگر نیز با تبلیغات مذهبی قدیس کولومبا از ایرلند به انگلستان راه یافته باشند. با این حال، تاریخ کلیساهای ایرلندی، ولزی، اسکاتلندی، بریتون، کورنی و مانکس پس از سده هشتم (میلادی) به‌طور چشمگیری متفاوت شد. علاقه به این موضوع باعث شده‌است، که جنبش‌های «احیای مسیحیت سلتی» پدید آیند، که برداشت‌هایی عوامانه از سلت‌ها و اعمال دینی شان را شکل داده‌است. مهم‌ترین شان سلتومنیا است.

## تاریخ
طبق روایات سده‌های میانه، مسیحیت در سده‌های یکم یا دوم میلادی به انگلستان درآمد.